# Henry Newton
Henry Newton (Nottingham, 18 febbraio 1944) è un ex calciatore inglese, di ruolo centrocampista.

## Caratteristiche tecniche
In attività giocava nel ruolo di centrocampista.

## Carriera
Henry Newton esordì col Nottingham Forest, squadra della sua città nel 1963 e vi rimase per 7 stagioni, giocando 282 partite di campionato e mettendo a segno 17 reti. Fu inoltre tra i protagonisti del campionato 1966-67 che si concluse col Nottingham al secondo posto. Nel 1970 passò all'Everton, dove totalizzò più di 80 presenze coi Toffees. Nel 1973 si trasferì al Derby County, squadra in cui giocò più di 100 partite e con la quale si laureò campione d'Inghilterra nel 1975.

## Palmarès

### Club

#### Competizioni nazionali
- Campionato inglese: 1

Derby County: 1974-1975
- Community Shield: 2

Everton: 1970
Derby County: 1975